# Standbeeld van Guido Gezelle

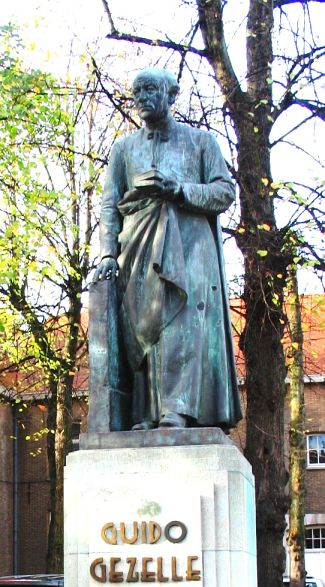
Het Guido Gezelle standbeeld

Het Standbeeld van Guido Gezelle in Brugge is het voornaamste monument dat herinnert aan de Belgische dichter Guido Gezelle.

## Geschiedenis
Na de koninklijke uitvaart die hem in Brugge te beurt was gevallen, werd een eerste publieke hulde aan Gezelle gebracht bij de inhuldiging van zijn grafmonument in 1906. De volgende huldeactiviteiten vonden plaats in 1924, bij de vijfentwintigste verjaardag van zijn overlijden. Toen reeds werd dit gezien als een voorbereiding op een aanzienlijker hulde die in 1930 werd voorzien naar aanleiding van de honderdste verjaardag van zijn geboorte. De twee belangrijkste elementen hiervan die een tijdige voorbereiding vereisten, waren de publicatie van zijn verzamelde werken en de oprichting van een standbeeld.
Waren de eerste huldeblijken door het Davidsfonds georganiseerd, dan dacht men dat men er ditmaal een bredere en meer pluralistische basis moest aan geven. De Koninklijke Academie voor Nederlandse Taal en Letteren werd bereid gevonden hieraan mee te werken. De groep die werd samengebracht en zich 'Actiecomité' noemde, bestond uit Jozef Van den Berghe, Arthur Boon (voorzitter van het Davidsfonds), Hendrik Persyn, Joris Verbeke en Aloïs Walgrave voor het Davidsfonds; voor de Academie en de bredere literaire wereld werden lid: Ernest Claes, Joris Eeckhout, Pol de Mont, Jozef Muls, Jules Persyn,  Stijn Streuvels, Fernand Toussaint van Boelaere, August Vermeylen, Aloys Van de Vyvere en Karel van de Woestijne. Later trof men ook nog Herman Teirlinck, Constant Leurs, Jan Grauls en Cyriel Verschaeve als comitéleden aan.
Enkelen onder hen werden als 'Gedenktekencomité' afgevaardigd om met de stad Brugge de plaats te bespreken waar het monument zou worden opgericht. Dit leidde tot een overeenkomst die door de gemeenteraad op 31 maart 1928 werd bekrachtigd, waarbij het monument tegenover de Rolweg en het geboortehuis van Gezelle, tussen de Sint-Janshuismolen en Bonne-Chièremolen, zou worden opgericht. Dit was niet naar de zin van het Verbond van Vlaamsche Verenigingen, dat voorstander was van een plek in volle stadscentrum, aan de voet van de Onze-Lieve-Vrouwekerk.
Ondertussen werd een oproep gedaan om voorstellen voor het standbeeld in te dienen. Tussen juni en oktober 1928 werd in Brussel en Brugge vergaderd om een ontwerp uit te kiezen. Eerst werd een akkoord bereikt om het algemeen plan te aanvaarden dat door de befaamde architect Henry Van de Velde was ingediend. Het stelde een aanzienlijk bouwwerk voorop, met muren, trappen, tuinaanleg, waterpartij, waar in het midden het beeld van Gezelle zou verrijzen. Voor het beeld zelf werden ontwerpen ingediend door Oscar Jespers en Jules Lagae. Een eerste tweespalt kwam er doordat niet iedereen gelukkig was met de monumentale inbreng van Van de Velde. Daarbij kwam nog dat de architect vond dat alleen het ontwerp van Jespers harmoniseerde met de door hem geschapen omgeving en dat hij zijn ontwerp introk als men het beeld van Lagae zou verkiezen.
Op 12 december 1928 kwam er een comité samen om een definitieve beslissing te nemen. Bij de stemming gaven alleen August Vermeylen, Herman Teirlinck en Jozef Muls hun stem voor Jespers, de zeven overige aanwezige leden stemden voor Lagae. Na veel geredetwist werd uiteindelijk de keuze voor het beeld van Lagae bevestigd, zonder omgevende constructie en werd definitief gekozen voor plaatsing op het Onze-Lieve-Vrouwkerkhofplein.

## Onthulling
Na enkele activiteiten die plaatsvonden op 1 en 3 mei, werd zondag 4 mei 1930 uitgekozen als herdenkingsdag. De plechtigheden liepen over de hele dag.
Tegen de middag verzamelden meer dan 200 verenigingen in de Beenhouwersstraat. Vandaar trokken ze door de stad, over de Markt, naar het Gezelleplein om de onthulling bij te wonen.
Het beeld, omhuld in een Vlaamse leeuwenvlag, werd die dag om 15 uur onthuld, in aanwezigheid van koning Albert I en koningin Elisabeth. Davidsfondsvoorzitter Arthur Boon, burgemeester Victor Van Hoestenberghe, minister Henri Baels namens de Belgische regering en Jules Persyn, namens de Koninklijke Academie voor Nederlandse Taal- en Letterkunde, namen het woord. Ook de koning sprak de aanwezigen toe.
Het programma leidde tot een incident. Er waren vier sprekers aangekondigd: Arthur Boon, Victor Van Hoestenberghe, Hendrik Baels, en de koning. Nochtans, na de redevoering door de koning, begaf Jules Persyn zich naar de micro en nam het woord namens de Koninklijke Academie voor Nederlandse Taal en Letteren. Dit betekende een mogelijk ernstig incident, omdat na de koning protocollair niemand nog het woord nam, al zeker niet buiten het vooraf afgesproken programma. Er werd geen groot drama van gemaakt en terwijl Persyn sprak ging de bloemenhulde door de jeugd onverstoorbaar door. Het bleef onderwerp van discussie of de Academie de redevoering door Persyn geheim had gehouden om reacties te vermijden vanwege Persyns enigszins besproken vaderlands verleden, of dat de Academie zelfstandig deze onvoorziene tussenkomst had georganiseerd uit frustratie omdat ze zelf niet was uitgenodigd tot spreken.
De massaal bijgewoonde onthulling verliep zonder incidenten. Naast het vaderlands volkslied werd ook de Vlaamse Leeuw gezongen, die door het koningspaar rechtstaande werd beluisterd. Er was hier en daar "Vive le roi" geroepen, maar de omstaanders legden de roepers het zwijgen op. De Journal de Bruges merkte mistroostig op dat het blijkbaar in Brugge niet meer mogelijk was om nog in het Frans de koning welkom te heten.

## Bron
- Gezelle-archief, Stadsbibliotheek Brugge, dossier 'Herdenking 1930'.